# Konferenz von Zunyi

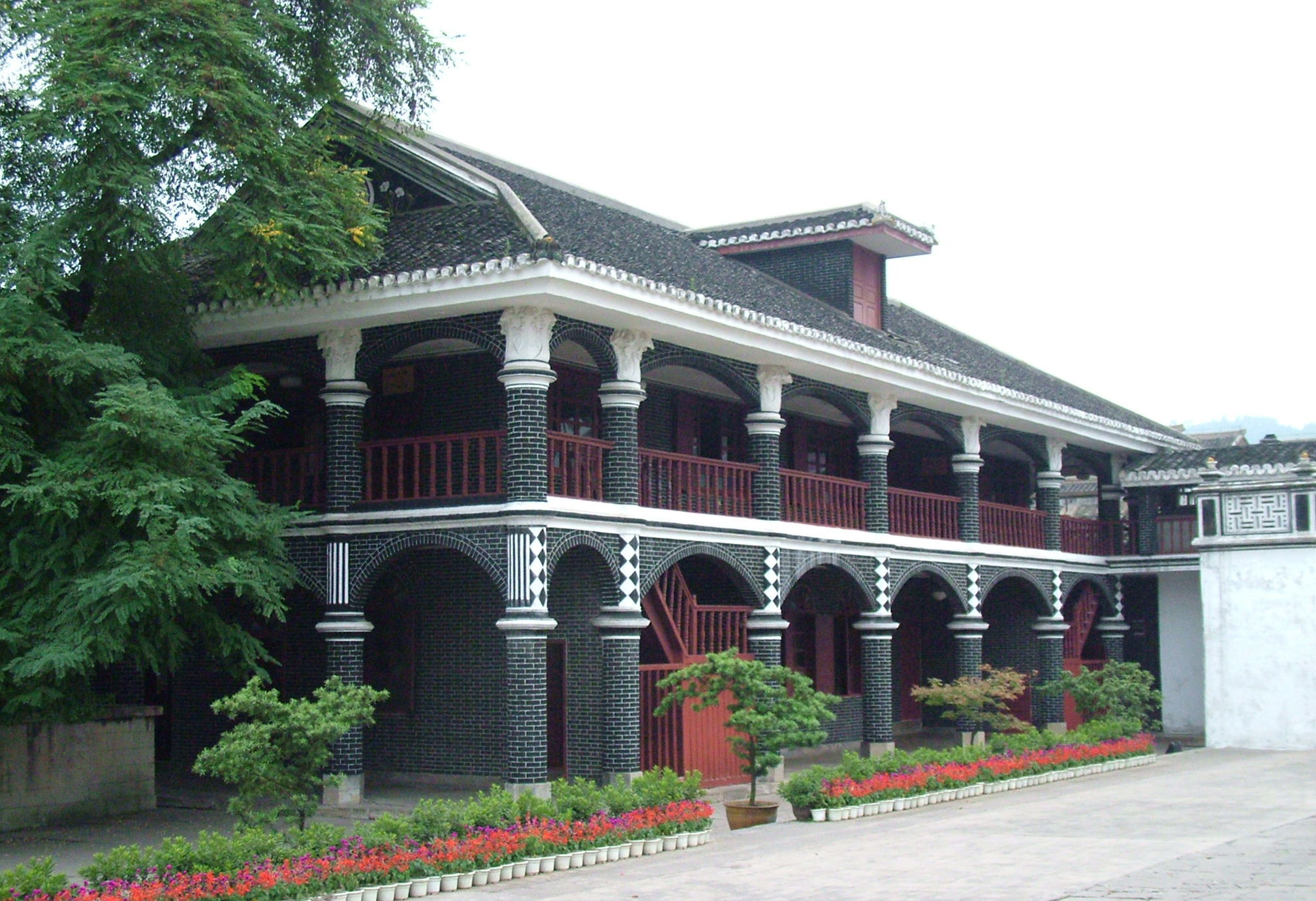
Tagungsstätte der Konferenz (Denkmal der VR China (1-21, 1961))

Als Konferenz von Zunyi ist die erweiterte Konferenz des Politbüros der Kommunistischen Partei Chinas bekannt, die vom 15. Januar bis 17. Januar 1935 im Stadtkreis Honghuagang der Stadt Zunyi (Provinz Guizhou) stattfand. 
Das Treffen, das kurz nach dem Beginn des Langen Marsches stattfand, stand ganz im Zeichen des Machtkampfes zwischen der Fraktion um Mao Zedong einerseits und der Komintern-treuen Fraktion um Bo Gu, Otto Braun und Wang Ming. Letztere wurden auf dieser Konferenz des Opportunismus beschuldigt und für zahlreiche militärische Fehler und hohe Verluste verantwortlich gemacht. 
Mao Zedong schaffte es, andere einflussreiche chinesische Kommunisten wie etwa Zhou Enlai, Zhu De oder Liu Bocheng auf seine Seite zu ziehen; Mao wurde in das Parteisekretariat und in das Ständige Politbüro der KP gewählt. Otto Braun und Bo Gu wurden aus ihren Funktionen entfernt; das militärische Kommando übernahmen Mao Zedong, Zhou Enlai und Wang Jiaxiang.
Die Konferenz von Zunyi wird speziell in China weithin als Wendepunkt der Geschichte bezeichnet, bei der die von ideologischer Blindheit geschlagenen Vertreter der Linie der Sowjetunion entmachtet wurden, weil sie der kommunistischen Sache geschadet hätten. Die Wende im Kampf der Kommunisten sei erst eingetreten, nachdem die chinesische Revolution vom Unrealismus der sowjetischen Vorgaben befreit worden war. 
Das zweistöckige Gebäude aus Ziegeln und Holz ist seit 1955 eine revolutionäre Gedenkstätte.